# Andrei Panin
Andrei Panin (28 de maio de 1962 - 6 de março de 2013) foi um diretor de cinema russo.